# 1729
Cette page concerne l'année 1729  du calendrier grégorien.  Pour le nombre 1729, voir 1729 (nombre).
L'année 1729 est une année commune qui commence un samedi.

## Événements
- 24 février (13 février du calendrier julien) : traité de paix de Rasht entre la Perse et la Russie[1].
- 5 mars[2] (ou le 12[3]) : début du règne de Mulay Abd-Allah, sultan alaouite du Maroc (1729-1735, 1736-1738 et 1745-1757).
  - À la mort de Mulay Ahmed, la garde noire choisit son frère Mulay Abd-Allah. Il est contraint d’abandonner sa capitale une première fois en 1735, mais reprend le pouvoir l’année suivante à son frère Mulay Ali el-Aredj. Deux ans plus tard, il est de nouveau déposé par la garde noire au profit de son frère, qui à la faveur d’un coup d’État du pacha de Tanger est rapidement désavoué par l’armée noire. Mulay Abd-Allah peut reprendre le pouvoir à la fin de 1745 et le garder[4].
- 8 mars : Gilles Hocquart est nommé commissaire général et intendant intérimaire de la Nouvelle-France[5]. Il arrive à Québec en septembre[6].
- 12 mai : Six pirates anglais, dont Mary Critchett, prennent le contrôle du sloop John and Elizabeth alors qu'ils sont transportés en Amérique pour y purger leur peine. Ils maîtrisent leurs ravisseurs mais sont ensuite capturés dans la baie de Chesapeake par le HMS Shoreham et pendus en août.

- Juin - juillet : reprise de la guerre entre les Mandchous et les Dzoungars (fin en 1739)[7]. Elle accroît la pauvreté et l’oppression et de nombreux Mongols cherchent refuge au-delà du lac Baïkal.

- 25 juillet : sept des descendants des Lords propriétaires des Carolines cèdent leur propriété au gouvernement britannique qui divise le territoire en Caroline du Nord et du Sud (sauf John Carteret qui négocie avantageusement ses droits et ne les cède qu’en 1744)[8].
- 30 juillet : fondation de la ville de Baltimore dans le Maryland (futurs États-Unis)[9].

- 1er septembre : naufrage de L’Éléphant sur le Saint-Laurent, près de Québec[10].

- 29 septembre : victoire des Perses sur les Afghans Hotaki à la bataille de Damghan. Tahmasp II reprend le contrôle de la plupart du pays avec l'aide de Nâdir Châh[11].

- 16 novembre : Nâdir Châh reprend Ispahan et aide Chah Tahmasp à reprendre son trône aux Afghans. En décembre, il vainc Ashraf près de Chiraz et chasse les Afghans[12].
- 28 novembre : début de la révolte des Natchez. Les Natchez, soulevés par les Britanniques, attaquent par surprise le camp français de Fort Rosalie en Louisiane. Le 27 janvier 1730, les Français, avec l’aide des Choctaw, chassent les Natchez, de la région Est du cours inférieur du Mississippi (actuelle ville de Natchez)[13].
- 26 novembre : les Portugais sont expulsés de Mombasa[14].

### Europe
- 16 mai : législation sur les lettres de change en Russie[15].
- 30 octobre  : l'incident de Bustanico, advenu lors de la levée d'une nouvelle taxe, provoque en Corse une révolte contre le pouvoir génois[16].

- 9 novembre : traité de Séville entre la France, la Grande-Bretagne et l’Espagne ; l’Espagne reçoit une nouvelle confirmation de l’héritage présomptif de Parme et de la Toscane en échange de certaines concessions[17]. L’Espagne abandonne l’alliance autrichienne pour faire acte d’amitié avec Londres et Versailles. Elle restitue des navires britanniques capturés aux Indes occidentales et rend aux négociants britanniques leurs privilèges au Sud des Pyrénées.
- 21 novembre : les Provinces-Unies accèdent au traité de Séville[17].
- 30 novembre : fiançailles de Pierre II de Russie avec Catherine Dolgorouki[18].

- Publication à Copenhague de Det gamle Grønlands nye Perlustration (Description et histoire naturelle du Groenland), rapport de Hans Egede sur les conditions de survie au Groenland[19].

## Naissances en 1729
- 1er janvier : François-Michel Lecreulx, architecte français († 7 août 1812).
- 10 janvier : Lazzaro Spallanzani, biologiste italien († 12 février 1799).
- 22 janvier : Gotthold Ephraim Lessing, écrivain allemand († 15 février 1781).

- 26 février : Anders Chydenius, philosophe, prêtre et homme politique finlandais († 1er février 1803).

- 18 mars : Oronzo Tiso,  peintre italien de l'école baroque napolitaine († 1800).
- 24 mars : Simon Mathurin Lantara, peintre français († 22 décembre 1778).
- 27 mars : Francesco Celebrano, peintre et sculpteur italien († 22 juin 1814).
- 28 mars : Jacques Wilbault, peintre français († 18 juin 1816).

- 2 mai : Sophie d'Anhalt-Zerbst, tsarine de Russie sous le nom Catherine II de Russie († 17 novembre 1796).
- 7 mai : Pierre-Joseph Lion, peintre liégeois († 1er septembre 1809).

- 21 juillet : Dominique Pergaut, peintre français († 16 juillet 1808).

- 4 septembre : Louis de France, fils aîné de Louis XV, roi de France et de Navarre et de Marie Leszczyńska († 20 décembre 1765).
- 7 septembre : Pietro Antonio Novelli, dessinateur, illustrateur, écrivain, poète, graveur et peintre italien († 14 janvier 1804).

- 11 novembre : Louis Antoine de Bougainville, navigateur et explorateur français († 31 août 1811).
- 24 novembre : Alexandre Souvorov, général russe († 18 mai 1800).
- 27 novembre : Jean-Baptiste Deshays de Colleville, peintre d'histoire français († 10 février 1765).

- 3 décembre : Antonio Soler, religieux, compositeur, organiste et claveciniste espagnol († 20 décembre 1783).
- 23 décembre : Michelangelo Morlaiter, peintre italien († 1806).
- 28 décembre : Giuseppe Sarti, compositeur italien († 28 juillet 1802).

## Décès en 1729
- 14 janvier : Bartolomeo Bimbi, peintre de natures mortes italien (° 1648).
- 26 janvier : James Grahme, homme politique et militaire britannique (° 3 avril 1650).
- 31 janvier : Jakob Roggeveen, explorateur néerlandais (° 1er février 1659).

- 21 mars : John Law, aventurier, banquier et économiste écossais (° 16 avril 1671).
- ? mars : Giovanni Battista Resoaggi, peintre baroque italien de l'école génoise (° 1665).

- 26 avril :  Hayat Khan Khudakka, 4e Sultan de Safa et 7e chef de la tribu des Abdali (° 1647).
- 29 avril : Ingela Gathenhielm, armatrice et pirate suédoise.

- 4 mai : Louis Antoine de Noailles, évêque de Cahors puis de Châlons, ensuite archevêque de Paris et cardinal (° 27 mai 1651).
- 11 mai : Johann Wilhelm Baier, théologien luthérien, physicien et mathématicien allemand (° 12 juin 1675).
- 16 mai ou 17 : Antonio Maria Salvini, écrivain, poète et philologue italien (° 12 janvier 1653).

- 27 juin : Élisabeth Jacquet de la Guerre, compositrice et claveciniste française (° 17 mars 1665).

- 9 juillet : Elisabetta Lazzarini, peintre italienne (° 1662).

- 12 octobre : Lorenzo Fratellini, peintre italien (° 1690).
- 22 octobre : Anna Maria Ehrenstrahl, peintre baroque suédoise (° 4 septembre 1666).

- 8 novembre : Scipione Angelini, peintre baroque italien (° 1661).

- 1er décembre : Giacomo Filippo Maraldi, mathématicien et astronome franco-italien (° 21 août 1665).
- 24 décembre : Marcantonio Franceschini, peintre baroque italien appartenant à l'école bolonaise (° 1648).
- Date inconnue :
  - Philip van Kouwenbergh, peintre néerlandais (° 1671).
  - Claude Rabuel, mathématicien français (° 24 avril 1669)